# Подниекс, Юрис
Ю́рис По́дниекс (латыш. Juris Podnieks; в русскоязычных источниках СССР — Юрий Борисович Подниекс; 5 декабря 1950, Рига — 23 июня 1992, Кулдигский район, Латвия) — советский латвийский режиссёр, сценарист и оператор.

## Биография
Родился 5 декабря 1950 года в Риге. Отец — Борис Карлович Подниекс, актёр, диктор радио, который по уровню идеологического влияния на аудиторию Латвии соответствующего периода, по мнению ряда источников, сравнивался со значимостью Юрия Левитана в масштабах СССР.
В 1975 году Юрис Подниекс закончил заочное отделение операторского факультета ВГИКа (мастерская О. Родионова). С 1967 года работал на Рижской киностудии ассистентом оператора, оператором, а с 1977 года — режиссёром. Одна из первых работ Юриса Подниекса «Колыбель» (латыш. «Šūpulis»), вышедшая в 1977 году отдельным сюжетом в 3-м номере киножурнала «Советская Латвия» (латыш. «Padomju Latvija»), получила премию на Лейпцигском фестивале документального кино.
Долгое время сотрудничал как ассистент и оператор с классиком рижской школы документального кино Герцем Франком. Заметный фильм этого времени — «Старше на 10 минут» (латыш. «Vecāks par 10 minūtēm») (1978). В 1981 году картина Юриса Подниекса «Братья Кокарс» (латыш. «Brāļi Kokari») об известных дирижёрах народных хоров получила первый приз на Киевском МКФ «Молодость».
В 1982 году вышел фильм «Созвездие стрелков» (латыш. «Strēlnieku zvaigznājs»), который рассказывал о Латышских стрелках. Фильм стал документальным фильмом года на латвийском кинофестивале «Большой Кристап», также Юрис получил Премию Ленинского комсомола Латвийской ССР. В самой Латвии фильм вызвал настоящее потрясение. О нём много писали, на него ходили трудовыми коллективами, обсуждали на собраниях. В остальном Союзе фильм вышел небольшим количеством копий и остался практически не замеченным массовым зрителем.
С 1983 по 1986 годы вместе с Артемием Троицким и Янисом Шипкевицем вёл на латвийском телевидении программу «Видеоритмы» (латыш. «Videoritmi»). Это была молодёжная программа, которая шла в ночное время и в которой можно было увидеть западные видеоклипы. По заказу ресторана Cabourgh снимал клипы с Валерием Леонтьевым и Аллой Пугачёвой.
Всесоюзную и международную известность Юрис Подниекс получил в 1987 году благодаря фильму «Легко ли быть молодым?» (латыш. «Vai viegli būt jaunam?»). Фильм в начале социально-политических изменений середины 1980-х годов становится первым документальным событием одного из новых жанров: «проблемного» фильма о молодёжи. Фильм получает множество отечественных и зарубежных призов, включая Государственную премию СССР. Картину закупают телекомпании десятков стран мира.
Позже к Юрису обратился английский продюсер Ричард Кризи с Central TV и предложил снять фильм о российской молодёжи для британского телевидения. Англичане не ставили никаких специальных условий и Юрис мог снимать то, что сам считал нужным. Но в это время начали происходить процессы, предшествующие распаду СССР, и несколько лет Подниекс ездил из одного конца Союза в другой, снимая все эти события. В 1989 году из всего этого материала был смонтирован 5-серийный фильм «Мы». В Англии фильм шёл под названием «Hello, Do You Hear Us?», в США как «Soviets».
Вернувшись в Латвию, на заработанные деньги Юрис основал свою студию. После его смерти студия будет называться его именем — «Студия Юриса Подниекса» (латыш. «Jura Podnieka Studija» (JPS)).
В 1990 году Подниекс закончил фильм «Крестный путь» (латыш. «Krustceļš») о Празднике песни и движении латвийского народа к независимости. В январе 1991 года съёмочная группа Подниекса снимала столкновения в Вильнюсе и Риге. Во время событий в Риге были убиты операторы группы Юриса Андрис Слапиньш и Гвидо Звайгзне. Позже эти съёмки войдут в фильм-послесловие к фильму «Крестный путь».
В 1991 году вышел в свет фильм «Конец Империи».

## Гибель
Юрис Подниекс трагически погиб 23 июня 1992 во время Лиго на озере Звиргзду, где нырял с аквалангом. По официальной версии — утонул. Тело было найдено в озере лишь спустя неделю.
Юрис вместе с друзьями и своим сыном отправились на одно из озёр, расположенных на Балтийском взморье. В компании ограниченно выпивали алкогольные напитки. Юрис Подниекс нырнул, а спустя некоторое время его, на мгновение вынырнувшего, увидел сын. На Юрисе уже не было маски, что-то крикнув, он снова ушёл под воду. Тело было найдено только на восьмой день. Вскрытие тела вызвало вопросы: асфиксия наступила на глубине 8 метров. Как Подниекс мог там оказаться, если начал ощущать, что с аквалангом что-то не в порядке?; акваланг оказался неисправным, клапан пропускал воду.
Уголовного дела возбуждено не было.
Через 7 лет из архива Генпрокуратуры Латвии пропали все данные экспертизы и обследования, которые проводились на месте трагедии.
Годом ранее, во время январских событий 1991 года в Риге, погибли два оператора из команды Подниекса (Андрис Слапиньш и Гвидо Звайгзне). Возможно, Юриса Подниекса контролировали спецслужбы[какие?] с задачей уничтожить и режиссёра.
Тему активно обсуждали СМИ: «кому-то нужно было сделать из Юриса героя, но и дразнить могучих гусей из КГБ тоже не хотелось, положение в Латвии тогда было взрывоопасное, достаточно было одной искры».
Юрис Подниекс снимал почти все кровавые конфликты при распаде СССР. Он хотел уйти[когда?] от хроники в чистое искусство. Но его съёмки помогали прокуратуре[какой?] в расследовании дел, которые не хотели открывать спецслужбы. Так произошло и после январских событий 1991 года в Вильнюсе.
«В его объектив почему-то всегда попадало главное. Может быть, за это и поплатились его операторы, он сам?» (журнал «Огонёк»).
В российском фильме-расследовании «Цветной сектор» (2018), посвящённом в том числе и событиям 1991 года в Риге, бывший командир Рижского ОМОНа заявил, что Юрис Подниекс «очень много знал».

## Фильмография
Режиссёр
- 1973 — Ласточкин бег
- 1976 — Лиепайские мужчины
- 1976 — Колыбель
- 1978 — Братья Кокарс
- 1979 — Белый «Аве Сол» (также автор сценария)
- 1979 — По коням, мальчики! (также автор сценария)
- 1982 — Поёт Алла Пугачёва
- 1982 — Созвездие стрелков (также автор сценария)
- 1982 — Яункемери (также автор сценария)
- 1984 — Командир
- 1985 — Катит Сизиф камень (также автор сценария)
- 1986 — Кабург (также автор сценария)
- 1986 — Легко ли быть молодым? (также автор сценария)
- 1989 — Мы
- 1990 — Крестный путь (также автор сценария)
- 1991 — Конец Империи (также автор сценария)
- 1991 — Послесловие (также автор сценария)
- 1992 — Час молчания (также автор сценария)

Оператор
- 1972 — Охраняемая фауна
- 1972 — Охраняемая флора
- 1974 — Размышление перед стартом
- 1975 — Запретная зона
- 1975 — Ритмы солнца
- 1976 — Лиепайские мужчины
- 1978 — Братья Кокарс
- 1978 — Новеллы по телефону
- 1978 — Старше на 10 минут
- 1979 — Белый «Аве Сол»
- 1979 — Имант Зиедонис. Портрет в падежах
- 1979 — По коням, мальчики!
- 1980 — Разговор с королевой
- 1981 — У подножья Олимпа
- 1982 — Яункемери
- 1983 — Латвия — мой дом
- 1983 — Ярмарка
- 1986 — Игры Доброй воли
- 1986 — Кабург
- 1989 — Мы
- 1990 — Кольцо Намея
- 1990 — Крестный путь
- 1991 — Конец Империи
- 1991 — Послесловие
- 1992 — Час молчания

## Награды
- 1982 — Приз «Большой Кристап» СК Латвии за лучший документальный фильм года «Созвездие стрелков»
- 1983 — Премия Ленинского комсомола Латвийской ССР за фильм «Созвездие стрелков».
- 1985 — Приз «Большой Кристап» СК Латвии за лучший документальный фильм года «Катит Сизиф камень»
- 1986 — Приз «Большой Кристап» СК Латвии за лучший документальный фильм года «Легко ли быть молодым?»
- 1986 — ВКФ «Молодость» в Киеве, приз за лучший фильм «Катит Сизиф камень»
- 1987 — Премия Американской международной ассоциации документального кино[англ.] за фильм «Легко ли быть молодым?» (одна из пяти наград)[19]
- 1987 — Премия «Ника» за лучший неигровой фильм за фильм «Легко ли быть молодым?»
- 1987 — МКФ к/м фильмов в Кракове приз FIPRESCI за фильм «Легко ли быть молодым?»
- 1987 — ВКФ молодых кинематографистов в Тбилиси, Главный приз за фильм «Легко ли быть молодым?»
- 1988 — МКФ в Каннах, приз FIPRESCI за фильм «Легко ли быть молодым?»
- 1988 — МКФ в Берлине, участие в Программе «Panorama» «Легко ли быть молодым?»
- 1988 — Государственная премия СССР за фильм «Легко ли быть молодым?»
- 1991 — Приз Британского Королевского телевизионного общества, Главный приз за фильм «Мы»
- 1991 — Приз «Большой Кристап» СК Латвии, за лучший документальный фильм года «Крестный путь»
- 1991 — МКФ социальных документальных фильмов во Флоренции, Главный приз за фильм «Крестный путь»[20]
- 2010 — Орден Виестура (посмертно)[21]